# Trezevant
Trezevant est une municipalité américaine située dans le comté de Carroll au Tennessee.
Selon le recensement de 2010, Trezevant compte 859 habitants. La municipalité s'étend sur 1,39 mille carré (3,6 km2).
Trezevant est une municipalité depuis 1911. La localité serait nommée en l'honneur de James Trezevant, grâce à qui le chemin de fer traverse le bourg depuis 1857. Selon une autre version, il s'agit d'un mot-valise issu de Levant et Trebizond.